# Euthalia hikarugenzi
Euthalia hikarugenzi är en fjärilsart som beskrevs av Anon 1980. Euthalia hikarugenzi ingår i släktet Euthalia och familjen praktfjärilar. Inga underarter finns listade i Catalogue of Life.